# ومیس بی
ومیس بی (به انگلیسی: Wemyss Bay) یک روستا در بریتانیا است که در اینورکلاید واقع شده‌است.